# イェンス・バイスフロク
イェンス・バイスフロク(Jens Weißflog, 1964年7月21日 - )は、東ドイツ、カール＝マルクス＝シュタット県（現在のザクセン州ケムニッツ行政管区）ブライテンブルンErlabrunn出身の元スキージャンプ選手である。1980年代から1990年代にかけて東ドイツおよびドイツ代表として活躍した。

## プロフィール
1982-1983シーズンのジャンプ週間では第4戦ビショフスホーフェンでスキージャンプ・ワールドカップ初勝利をあげるなどマッチ・ニッカネンに次いで総合2位となり注目された。
翌1983-1984シーズン、19歳の時にジャンプ週間で総合優勝、同じシーズンのサラエボオリンピックでは70m級で金メダル、90m級で銀メダルを獲得し、ワールドカップでも総合優勝した。 次のシーズン、バイスフロクはジャンプ週間で2連覇を果たし、1985年ノルディックスキー世界選手権70m級で金メダル、団体で銅メダルを獲得した。
しかし1985-1986シーズンからやや成績が下向きとなり1987年ノルディックスキー世界選手権、1988年カルガリーオリンピックでもメダルには届かなかった。
1988-89シーズンは復調し、1989年ノルディックスキー世界選手権のラージヒルで銀メダル、ノーマルヒルでは金メダルを獲得、ワールドカップでは5勝をあげて総合2位となった。
1990-1991シーズンにジャンプ週間3度目の総合優勝、1991年ノルディックスキー世界選手権で2個のメダルを獲得した後はドイツ統一やジャンプ界のV字スタイルへの移行などにより再び成績が低迷。20代後半という年齢もあって彼の時代は終わったともささやかれた。
しかし1993-1994シーズンにV字スタイルをマスターして復活、アンドレアス・ゴルトベルガー・エスペン・ブレーデセンとの三強として臨んだ1994年リレハンメルオリンピックで個人ラージヒルと団体ラージヒルの2つの金メダルを獲得、これは最初のオリンピックでの優勝から10年経っていた。
団体戦では日本の原田雅彦が飛ぶ前に135.5ｍという大ジャンプを見せた。そのジャンプをもってしても、原田が最後に大失敗しない限り日本の金メダルは揺るがなかったのだが原田は大失敗、ドイツに金メダルがもたらされた。原田がジャンプする前にバイスフロクが「おめでとう」と言って（悪気があってではないよう）、そのため原田が失敗したのではという報道もあったが、原田はそのことを否定している。
このシーズンのワールドカップでは7勝をあげて2度目の総合2位となった。
30代となっても活躍を続け、1995-1996シーズンに4度目のジャンプ週間総合優勝を果たしたのちこのシーズン限りで引退した。
ワールドカップ通算33勝（2位19回、3位21回）。総合優勝1回。ノルディックスキー世界選手権では合計9個のメダルを獲得している。
東ドイツ選手権 ではラージヒルで1985年と1989年、ノーマルヒルで1986年と1989年に優勝。1989年、1990年にはホルメンコーレン国際スキー大会で優勝、1991年ホルメンコーレン・メダル受章。またドイツ選手権でもノーマルヒルで3回、ラージヒルで2回優勝した。
現在は、地元ザクセン州のオーベルヴィーゼンタルでホテルを経営するかたわら、ドイツのZDF TVのスポーツ解説者を務めている。